# Escrita Elbasan

Escrita Elbasan

A  Escrita Elbasan é uma escrita alfabética de meados do século XVIII usada então pela língua albanesa. Seu nome vem, de  Elbasan onde foi criada e usada, além de ter havido uso também em Berat.
O primeiro documento associado a esse alfabeto foi um manuscrito, um exemplar dos Evangelhos, conhecido em língua albanesa como  Anonimi i Elbasanit (Os anônimos de Elbasan).   Esse documento foi criado na Igreja de São Jovan Vladimir, na Albânia central, estando preservado nos Arquivos Nacionais da Albânia (Arkivi Qëndror i Shtetit ou A.Q.SH) em Tirana. São 59 páginas escritas num alfabeto de 40 letras

Outra escrita exclusiva e original da Albânia é a  Beitha Kukju do século XIX, a qual não mais sobrevive hoje.

## Escrita
São 39 letras de forma, com traços retilíneos com algumas curvas representando sons equivalentes aproximadamente das letras a, b, c, ç, d, nd, dh, ei, e, f, g, gj, h, i, j, k, l, ll, m, n, ng, o, p, q, r, rr, s, sh, t, h, u, v, x, y, z, zh, kh e dois símbolos para gh.

## Unicode
Há hoje uma proposta para que se tenha a escrita Elbasan em Unicode.